# La fanciulla malata
La fanciulla malata, anche noto come Bambina malata (Det syke barn), è il nome dato ad una serie di dipinti a olio su tela realizzati dal pittore norvegese Edvard Munch tra il 1885 e il 1927 circa.

## Storia

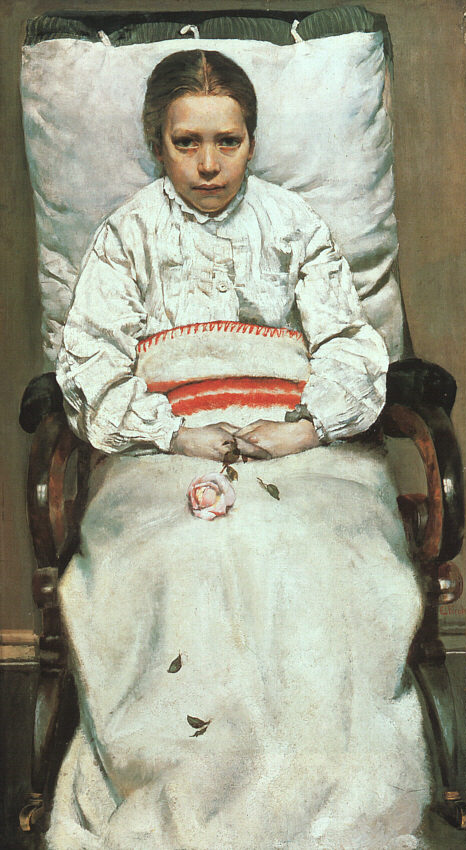
Christian Krohg, Bambina malata (1881)

Lo spunto de La fanciulla malata è decisamente autobiografico. Nel dipingere la bambina sopraffatta dalla malattia, infatti, Munch prende spunto dalla tragica morte della sorella quindicenne Sophie, stroncata nel 1877 da una feroce tubercolosi.
La gestazione de La fanciulla malata è dettagliatamente descritta nel diario personale dello stesso Munch, ove è spiegato il legame che vincola le sue vicende esistenziali al suo modo di fare arte:
Con la stesura della Fanciulla malata, insomma, Munch intendeva restituire l'«impressione» psicologica, interiore (e non visiva) dell'agonia della sorella quindicenne. L'opera fu ultimata nel 1885–1886, quando Munch aveva ventidue anni, per poi essere replicata in altri cinque dipinti.

## Descrizione

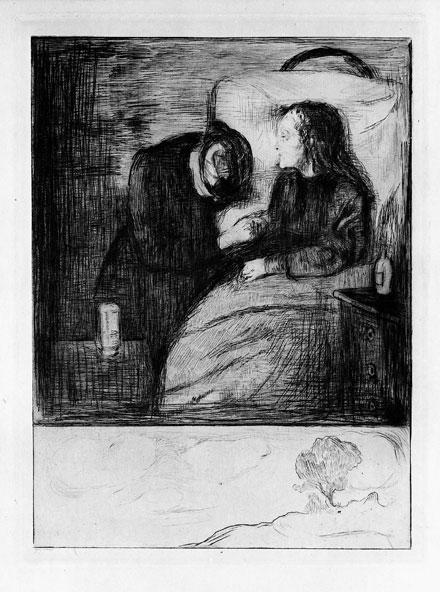
Edvard Munch, acquaforte del 1894 raffigurante il medesimo soggetto della Fanciulla malata

La fanciulla malata è il dipinto che apre la fase matura della produzione di Edvard Munch, che proprio a tal proposito scrisse: «in quest'opera si possono trovare numerosi elementi sui quali in seguito ho fondato la mia arte».
Il dipinto raffigura Sophie vista di profilo, stesa su un letto e con le spalle appoggiate a un enorme cuscino bianco; la giovane fanciulla ha la testa coronata di capelli rossi, il corpo protetto da una coperta verde e lo sguardo vacuo rivolto al panneggio verde alla sua destra. Accanto a Sophie, inginocchiata, vi è una figura femminile che - sopraffatta dal dolore - congiunge le proprie mani con quelle della bambina, in un gesto di saluto estremo; quest'intreccio di mani, che non è descritto analiticamente bensì appena accennato (come se fosse un'evocazione), costituisce il vero e proprio centro geometrico dell'opera. La testa china della donna cerca di penetrare nella chiusura del cuscino, che inquadra la nipote, ma il suo sguardo trascende quello della zia Karen e si perde nell'infinito. Col capo sospeso al centro del cuscino, la fanciulla è al di là dell'attrazione della gravità, senza peso, immateriale. Per contrasto, il capo della zia si piega sotto l'intero peso del dolore terreno, ancora assoggettato alla legge della vita che controlla la scura stanza dell'inferma.
La stanza è stretta e brulicante di oggetti: vi sono, infatti, un comodino, un panneggio verde che pende a sinistra, un bicchiere d'acqua nell'angolo. Comprimendo in questo modo le dimensioni della camera, Munch intende far partecipare l'osservatore all'agonia della sorella, facendogli sentire «l'odore della malattia, il senso di chiuso, gli aromi acuti delle medicine». In questo modo, la malattia non tormenta solo la fanciulla, bensì coinvolge anche le qualità stilistiche, cromatiche e luministiche del dipinto; la materia pittorica della Fanciulla malata è infatti corrosa, graffiata, sofferente essa stessa, e sembra disfarsi sotto gli stessi occhi dell'osservatore. L'apparato luminoso invece regge su toni scuri, colori freddi e strane luci, provenienti dal cuscino e dal volto pallido della ragazza; questi ultimi, tuttavia, più che riflettere sembrano emanare autonomamente una propria luminosità spettrale.
Questa ineluttabile putrefazione della materia coinvolge anche le due figure umane, ovvero Sophie e la donna alla sua destra. Munch non intende descrivere i corpi delle figure, bensì i loro spiriti, resi magistralmente con abbozzi di colore; in questo modo «la loro presenza viene fatta sentire come grumi fatti di sentimenti, di passioni, talmente intensi da diventare concreti». Quest'audacia compositiva, tuttavia, venne accolta poco calorosamente dalla critica e dal pubblico; la mancanza di un disegno, del chiaroscuro, furono intesi infatti come una sciattezza pittorica, e non come il frutto di una scelta compositiva ben precisa e interiorizzata. Le critiche dovute a questo sostanziale fraintendimento non risparmiarono neanche le mani intrecciate delle due figure, che vennero comparate alla «purea di aragosta».

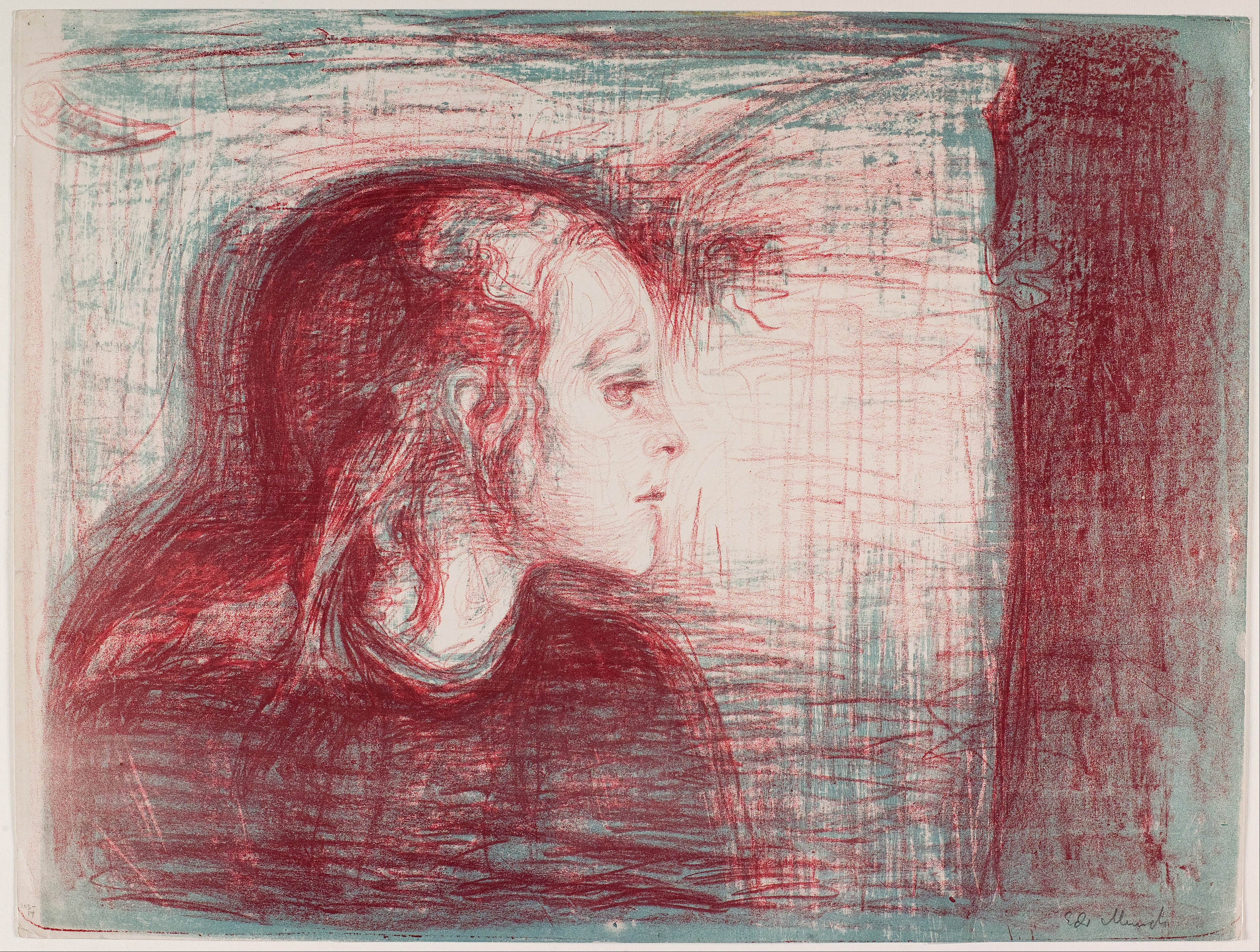
Edvard Munch, La bambina malata I, 1896, litografia. Museo Munch, Oslo, Norvegia.

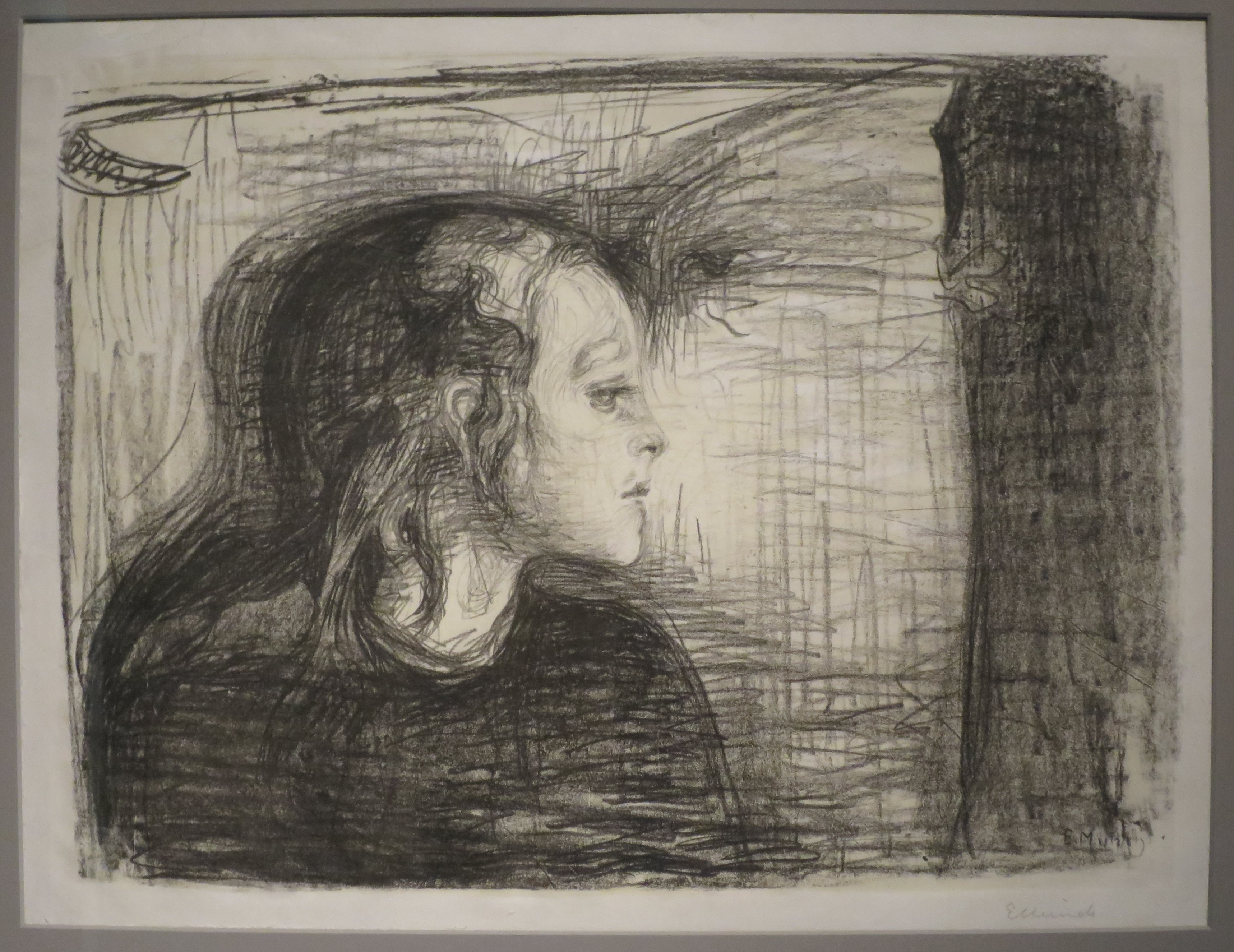
Edvard Munch, La bambina malata I, 1896, litografia. Bergen Kunstmuseum, Bergen, Norvegia.

## Versioni
Munch realizzò sei versioni sul medesimo soggetto della Fanciulla malata:
| Anno       | Stato       | Città     | Museo              | Commento | Immagine |  |
| ---------- | ----------- | --------- | ------------------ | --- | -------- |  |
| 1885–1886  | Norvegia    | Oslo      | Galleria nazionale | Presenta un sapore impressionista ed è dominata da pennellate forti e verticali; la tavolozza è composta principalmente da bianchi, grigi e verdi. |          |  |
| 1896       | Svezia      | Göteborg  | Museo d'arte       | Fu completata quando l'artista soggiornava a Parigi. È dominata da toni verdi ed è più riccamente colorata; le pennellate sono leggere.            |          |  |
| 1907       | Svezia      | Stoccolma | Gallerie Thielska  | Fu commissionata dal collezionista d'arte svedese Ernest Thiel.                                                                                    | -        |  |
| 1907       | Regno Unito | Londra    | Tate Gallery       | Anch'essa commissionata da Thiel, questa tela faceva parte delle collezioni della Gemäldegalerie Alte Meister di Dresda sino al 1928.              |          |  |
| 1925 circa | Norvegia    | Oslo      | Museo Munch        | Questa datazione è ricavata dalla testimonianza fotografica fornita dallo stesso Munch e scattata, per l'appunto, nel 1925.                        |          |  |
| 1927 circa | Norvegia    | Oslo      | Museo Munch        | |          |  |